# Reconnaissance (Saariaho)
Pour les articles homonymes, voir Reconnaissance.
Reconnaissance est une œuvre pour chœur mixte, percussions et contrebasse de la compositrice Kaija Saariaho composée en 2019.

## Contexte et création
Reconnaissance est une commande d'Accentus, du November Music Festival, du Donaueschinger Musiktage et du Palau de la Musica. L'œuvre est créée le 24 septembre 2021 au Teatro alle Tese lors de la Biennale de Venise, par le chœur Accentus sous la direction de Marcus Creed.